# 기생식물

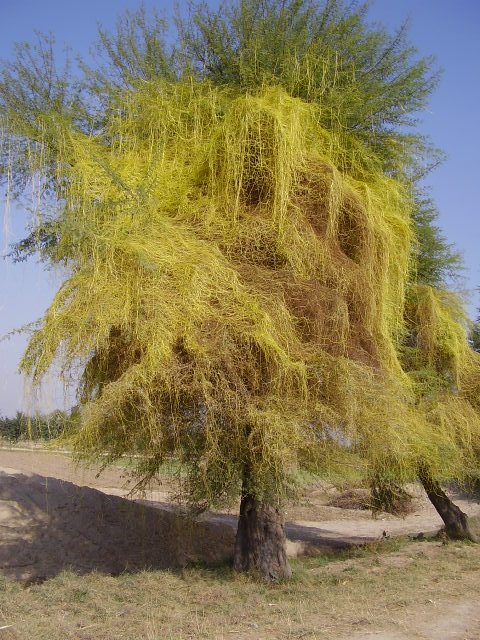
새삼속.

기생 식물(寄生植物)은 다른 식물에 기생하여 양분을 흡수하는 식물을 말한다. 대표적인 예가 겨우살이와 새삼인데, 이들은 뿌리가 없거나 스스로 뿌리를 없앴기 때문에 나무에 기생하여 양분을 흡수한다.
기생식물의 뿌리는 흡기(haustoria)라 하며, 흡기가 숙주식물에 붙는 위치에 따라 그 특징을 구분하기도 한다. 겨우살이와 새삼은 흡기가 줄기나 잎에 붙으므로 ‘줄기-기생 식물’이라고 하며, 흡기가 뿌리에 붙는 열당과의 초종용, 야고등은 ‘뿌리-기생 식물’이라고 한다. 또한 광합성을 전혀 하지 않는 전기생식물(全寄生植物)과 광합성을 하면서 기생을 하는 반기생식물(半寄生植物)로 구분하기도 한다.
기생식물은 수정난풀과 같은 부생식물과는 다르게 살아있는 식물에 기생을 한다. 부생식물은 죽은 동물의 사체나 곤충의 사체에서 양분을 흡수하며, 광합성은 하지 않는다. 이러한 기생식물은 겨우살이와 같이 약재로 사용되기도 하고, 유럽에서는 토마토 등의 농작물에 기생하여 퇴치의 대상이 되기도 한다.
속씨식물 중 약 19과의 대략 4,100종이 알려져 있다.